# Osiecze (powiat kamieński)
Osiecze – wieś sołecka w Polsce, położona w województwie zachodniopomorskim, w powiecie kamieńskim, w gminie Świerzno.
W latach 1975–1998 miejscowość administracyjnie należała do województwa szczecińskiego.